# ۱۳۰۳ (قمری)
۱۳۰۳ (قمری)، هزار و سیصد و سومین سال در گاهشماری هجری قمری است. اول محرم این سال برابر با دهم اکتبر سال ۱۸۸۵ میلادی است.

## زادگان
- ربیع الاول - میرزا سید محمدتقی غضنفری از فقها و مجتهدین تشیع، موسس و اقامه‌کننده نماز جمعه در دوره معاصر.
- میرزا مهدی اصفهانی، از فقهای معاصر شیعه در ایران

## درگذشتگان
- 11 رجب - میرزا یوسف آشتیانی  از رجال سیاسی دوره قاجاریه در ایران.

## وابسته
- مشیرالدوله
- پرتو اصفهانی
- محمدحسین نائینی
- عبدالحسین آیتی